# Róbert Ďurkovič
Róbert Ďurkovič es un deportista eslovaco que compitió en bochas adaptadas. Ganó una medalla de oro en los Juegos Paralímpicos de Río de Janeiro 2016 en la prueba de dobles mixto (clase BC4).

## Palmarés internacional
| Juegos Paralímpicos | Juegos Paralímpicos     | Juegos Paralímpicos | Juegos Paralímpicos |
| Año                 | Lugar                   | Medalla             | Prueba              |
| ------------------- | ----------------------- | ------------------- | ------------------- |
| 2016                | Río de Janeiro (Brasil) | Medalla de oro      | Dobles BC4 mixto    |